# Nikolai Nebogatov
Contraamiralul Nikolai Nebogatov (în rusă Николай Иванович Небогатов; n. 20 aprilie 1849– d. 4 august 1922 a fost un contraamiral rus al Marinei Imperiale Ruse. El a comandat Escadra a Treia din Pacific în Bătălia din strâmtoarea Tsushima din Războiul Ruso-Japonez (1904-1905). După ce a capitulat în fața flotei japoneze , a fost exclus din armata rusă și în 1906 adus în fața unui tribunal rus de război. A fost condamnat inițial la moarte, dar i-a fost comutată pedeapsa în 10 ani de închisoare, din care a efectuat doar câțiva ani, fiind apoi grațiat de țar..